# Mike Okoth Origi
Michael Mike Okoth Origi, né le 16 novembre 1967, est un joueur de football kényan, naturalisé belge en 2001, qui évoluait comme attaquant. Il a effectué la majorité de sa carrière comme professionnel en Belgique, et y a mis un terme en 2007. Il vit désormais en Belgique et est le père de l'international belge Divock Origi.
Il a été régulièrement appelé en équipe nationale kényane, avec laquelle il a disputé 3 fois la Coupe d'Afrique des Nations.

## Carrière
Mike Okoth Origi débute en équipe première à seulement 17 ans, au club de Shabana Kisii. Lors de ses premiers matches, il joue comme gardien de but, avant de reprendre sa place de prédilection à la pointe de l'attaque. Il est transféré au Kenya Breweries, un club de Nairobi, en 1988, où il remporte la Coupe du Kenya et la Coupe Kagame inter-club au terme de sa première saison. Ses bonnes prestations en club lui ouvrent les portes de l'équipe nationale kényane, dont il devient rapidement un des éléments principaux.
En 1992, il rejoint Oman et le club du Boshar FC, mais il n'y reste que trois mois avant de partir pour Ostende, alors en deuxième division belge. Il participe activement à la remontée du club en D1 via le tour final à la fin de la saison. Lorsque le club redescend en D2 en 1995, il y reste encore une saison pour aider le club à remonter directement. Mais cet objectif est manqué, et il est part pour Harelbeke, continuant ainsi sa carrière en première division.
En 1998, Mike Origi rejoint l'ambitieux club de Genk, et malgré la concurrence de joueurs comme Souleymane Oularé, Branko Strupar ou Thordur Gudjonsson, il parvient à faire son trou et joue la majorité des matches, parfois à une place de soutien d'attaque plutôt qu'attaquant de pointe. Dans le Limbourg, il remporte un titre de champion de Belgique et deux Coupes nationales. En 2002, ayant perdu sa place dans l'équipe première, il est prêté au RWDM avec option d'achat, pour assurer le maintien du club. C'est chose faite, mais le club bruxellois se déclare en faillite en fin d'exercice et est radié.
Mike Okoth Origi déménage à l'été 2002 vers le club satellite de Genk, Heusden-Zolder, alors en division 2. En fin de saison, il remporte une nouvelle fois le tour final de division 2, 10 ans après l'avoir remporté avec Ostende, retrouvant ainsi la première division. L'aventure dure une saison pour le club, et Origi décide de redescendre d'un niveau supplémentaire en signant à Tongres. Il y reste jusqu'en 2006, et après une dernière pige au Cobox '76, en première provinciale limbourgeoise, il met un terme à sa longue carrière de footballeur.

## Palmarès
- 1 fois vainqueur de la Coupe du Kenya en 1989 avec Kenya Breweries.
- 1 fois vainqueur de la Coupe Kagame inter-club en 1989 avec Kenya Breweries.
- 1 fois champion de Belgique en 1999 avec Genk.
- 1 fois vainqueur de la Coupe de Belgique en 2000 avec Genk[3].
- 2 fois vainqueur du tour final de division 2 belge en 1993 avec Ostende et en 2003 avec Heusden-Zolder.

## Statistiques
| Saison                | Club                  | Championnat           | Championnat | Championnat | Coupe nationale | Coupe nationale | Coupe de la Ligue | Coupe de la Ligue | Supercoupe | Supercoupe | Compétition(s) continentale(s) | Compétition(s) continentale(s) | Compétition(s) continentale(s) | Kenya | Kenya | Total | Total |
| Saison                | Club                  | Division              | M.          | B.          | M.              | B.              | M.                | B.                | M.         | B.         | Comp.                          | M.                             | B.                             | M.    | B.    | M.    | B.    |
| 1984-1985             | Shabana Kisii         | Kenyan Premier League | -           | -           | -               | -               | 0                 | 0                 | 0          | 0          | -                              | 0                              | 0                              | -     | -     | 0     | 0     |
| 1985-1986             | Shabana Kisii         | Kenyan Premier League | -           | -           | -               | -               | 0                 | 0                 | 0          | 0          | -                              | 0                              | 0                              | -     | -     | 0     | 0     |
| 1986-1987             | Shabana Kisii         | Kenyan Premier League | -           | -           | -               | -               | 0                 | 0                 | 0          | 0          | -                              | 0                              | 0                              | -     | -     | 0     | 0     |
| 1987-1988             | Shabana Kisii         | Kenyan Premier League | -           | -           | -               | -               | 0                 | 0                 | 0          | 0          | -                              | 0                              | 0                              | -     | -     | 0     | 0     |
| Sous-total            | Sous-total            | Sous-total            | -           | -           | -               | -               | 0                 | 0                 | 0          | 0          | -                              | 0                              | 0                              | -     | -     | 0     | 0     |
| 1988-1989             | Kenya Breweries       | Kenyan Premier League | -           | -           | -               | -               | 0                 | 0                 | 0          | 0          | -                              | 0                              | 0                              | -     | -     | 0     | 0     |
| 1989-1990             | Kenya Breweries       | Kenyan Premier League | -           | -           | -               | -               | 0                 | 0                 | 0          | 0          | -                              | 0                              | 0                              | -     | -     | 0     | 0     |
| 1990-1991             | Kenya Breweries       | Kenyan Premier League | -           | -           | -               | -               | 0                 | 0                 | 0          | 0          | -                              | 0                              | 0                              | -     | -     | 0     | 0     |
| 1991-1992             | Kenya Breweries       | Kenyan Premier League | -           | -           | -               | -               | 0                 | 0                 | 0          | 0          | -                              | 0                              | 0                              | -     | -     | 0     | 0     |
| Sous-total            | Sous-total            | Sous-total            | -           | -           | -               | -               | 0                 | 0                 | 0          | 0          | -                              | 0                              | 0                              | -     | -     | 0     | 0     |
| 1992                  | Boshar FC             | ?                     | -           | -           | -               | -               | 0                 | 0                 | 0          | 0          | -                              | 0                              | 0                              | -     | -     | 0     | 0     |
| Sous-total            | Sous-total            | Sous-total            | -           | -           | -               | -               | 0                 | 0                 | 0          | 0          | -                              | 0                              | 0                              | -     | -     | 0     | 0     |
| 1992-1993             | KV Ostende            | Division 2            | 33          | 10          | 1               | 0               | 0                 | 0                 | 0          | 0          | -                              | 0                              | 0                              | -     | -     | 34    | 10    |
| 1993-1994             | KV Ostende            | Division 1            | 16          | 0           | 2               | 1               | 0                 | 0                 | 0          | 0          | -                              | 0                              | 0                              | -     | -     | 18    | 1     |
| 1994-1995             | KV Ostende            | Division 1            | 13          | 2           | 2               | 0               | 0                 | 0                 | 0          | 0          | -                              | 0                              | 0                              | -     | -     | 15    | 2     |
| 1995-1996             | KV Ostende            | Division 2            | 39          | 5           | 3               | 1               | 0                 | 0                 | 0          | 0          | -                              | 0                              | 0                              | -     | -     | 42    | 6     |
| Sous-total            | Sous-total            | Sous-total            | 101         | 17          | 8               | 2               | 0                 | 0                 | 0          | 0          | -                              | 0                              | 0                              | -     | -     | 109   | 19    |
| 1996-1997             | KRC Harelbeke         | Division 1            | 27          | 5           | 1               | 0               | 0                 | 0                 | 0          | 0          | -                              | 0                              | 0                              | -     | -     | 28    | 5     |
| 1997-1998             | KRC Harelbeke         | Division 1            | 29          | 6           | 1               | 0               | 1                 | 0                 | 0          | 0          | -                              | 0                              | 0                              | -     | -     | 31    | 6     |
| Sous-total            | Sous-total            | Sous-total            | 56          | 11          | 2               | 0               | 1                 | 0                 | 0          | 0          | -                              | 0                              | 0                              | -     | -     | 59    | 11    |
| 1998-1999             | KRC Genk              | Division 1            | 32          | 11          | 4               | 1               | 1                 | 0                 | 0          | 0          | C2                             | 6                              | 0                              | -     | -     | 43    | 12    |
| 1999-2000             | KRC Genk              | Division 1            | 24          | 6           | 6               | 1               | 0                 | 0                 | 1          | 0          | C1                             | 0                              | 0                              | -     | -     | 31    | 7     |
| 2000-2001             | KRC Genk              | Division 1            | 24          | 2           | 6               | 1               | 0                 | 0                 | 1          | 0          | C3                             | 3                              | 0                              | -     | -     | 34    | 3     |
| 2001-2002             | KRC Genk              | Division 1            | 2           | 0           | 0               | 0               | 0                 | 0                 | 0          | 0          | -                              | 0                              | 0                              | -     | -     | 2     | 0     |
| Sous-total            | Sous-total            | Sous-total            | 82          | 19          | 16              | 3               | 2                 | 0                 | 2          | 0          | -                              | 9                              | 0                              | -     | -     | 111   | 22    |
| 2001-2002             | RWD Molenbeek         | Division 1            | 25          | 10          | 1               | 1               | 0                 | 0                 | 0          | 0          | -                              | 0                              | 0                              | -     | -     | 26    | 11    |
| Sous-total            | Sous-total            | Sous-total            | 25          | 10          | 1               | 1               | 0                 | 0                 | 0          | 0          | -                              | 0                              | 0                              | -     | -     | 26    | 11    |
| 2002-2003             | Heusden-Zolder        | Division 2            | 33          | 10          | 3               | 0               | 0                 | 0                 | 0          | 0          | -                              | 0                              | 0                              | -     | -     | 36    | 10    |
| 2003-2004             | Heusden-Zolder        | Division 1            | 30          | 3           | 1               | 0               | 0                 | 0                 | 0          | 0          | -                              | 0                              | 0                              | -     | -     | 31    | 3     |
| Sous-total            | Sous-total            | Sous-total            | 63          | 13          | 4               | 0               | 0                 | 0                 | 0          | 0          | -                              | 0                              | 0                              | -     | -     | 67    | 13    |
| 2004-2005             | KSK Tongres           | Division 3            | 30          | 15          | 4               | 4               | 0                 | 0                 | 0          | 0          | -                              | 0                              | 0                              | -     | -     | 34    | 19    |
| 2005-2006             | KSK Tongres           | Division 3            | 28          | 10          | 0               | 0               | 0                 | 0                 | 0          | 0          | -                              | 0                              | 0                              | -     | -     | 28    | 10    |
| Sous-total            | Sous-total            | Sous-total            | 58          | 25          | 4               | 4               | 0                 | 0                 | 0          | 0          | -                              | 0                              | 0                              | -     | -     | 62    | 29    |
| Total sur la carrière | Total sur la carrière | Total sur la carrière | 385         | 95          | 35              | 10              | 3                 | 0                 | 2          | 0          | -                              | 9                              | 0                              | 0     | 0     | 434   | 105   |

## Équipe nationale
Mike Okoth Origi fait ses débuts en équipe nationale en 1989. Il participe à trois Coupe d'Afrique des Nations : 1990, 1992 et 2004.

## Famille
Mike Okoth Origi est issu d'une famille de footballeurs. Ses trois frères, Austin Oduor, Gerald et Anthony ont tous joué en première division kényane. Son neveu Arnold Otieno Origi est l'actuel gardien de but de la sélection kényane et son fils, Divock Origi, joue à Liverpool FC depuis 2014 et en équipe nationale belge. Le 13 mai 2014, son fils est appelé par Marc Wilmots dans la sélection belge pour participer à la Coupe du monde 2014.